# Császársügér
A császársügér (Aulonocara stuartgranti) a sugarasúszójú halak (Actinopterygii) osztályának sügéralakúak (Perciformes) rendjébe, ezen belül a bölcsőszájúhal-félék (Cichlidae) családjába tartozó faj.

## Előfordulása
A császársügér a természetes friss vizeket, tavakat kedveli, a sziklás, homokos partvidékeket, élőhelye Malawi, Mozambik és Tanzánia. Közkedvelt díszhalként, mivel nagyon szép neonos színe van és a tartása könnyű.

## Megjelenése
A császársügér mérete 10 és 15 cm között változik. A fajnak sok színváltozatát ismerik, ezért különböző neveket adtak nekik, (-hansbaenschi, -steveni, -maleri). A hal alapszíne fémeskék, testén sötét, függőleges csíkmintázattal. A hímeknek nagyon pompás a színük és aszerint változik, hogy melyik földrajzi tájról származnak. Így megkülönböztetünk kék, sárga, téglavörös foltot viselő egyedeket, ez utóbbit egyébként „Red Flush"-nek nevezik. A nőstények minden változatnál egyformán barna színűek. A fiatal hímek és a nőstények színe halványabb, mint a kifejlett példányoké.

## Táplálkozása
Ragadozóhal, kedveli a kisebb halakat, kukacokat, lárvákat. Táplálkozási szokásaik nagyon érdekesek. Hátul az állkapcsukban található egy pórus, ami érzékeli a homokban élő állatok által keltett rezgéseket. A császársügérek a homokban várakoznak mozdulatlanul és amikor észreveszik a zsákmányt, befúrják a fejüket a homokba, és elkapják azt.

## Szaporodásuk
Bölcsőszájú halak, fejlett ivadékgondozó ösztönnel rendelkeznek. Amint ikráikat lerakják, a nőstény elkezdi őrizni az utódokat, úgy, hogy a szájába veszi őket, ezt a tevékenységet szájinkubációnak nevezik.
Az akváriumi szaporításnál fontos tudni, hogy honnan származnak a halak, ha azt szeretnénk, hogy ugyanazon változatnak a hímjével szaporodjon.